# Tom McIntosh

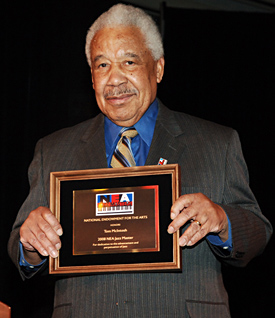
Tom McIntosh in 2008

Thomas S. McIntosh (Baltimore, 6 februari 1927) is een Amerikaanse jazz-trombonist, componist en arrangeur in de hardbop.
McIntosh studeerde in 1944 zang aan het Peabody Conservatory. Hierna legde hij zich toe op de trombone, bespeelde dat instrument in een legerband en studeerde in 1958 af aan de Juilliard School of Music in New York. Hij speelde eind jaren vijftig in New York met Lee Morgan, Roland Kirk en James Moody en in het begin van de jaren zestig met de groep van Art Farmer en Benny Golson. In dat decennium werkte hij regelmatig samen met Farmer en Moody, onder meer in Farmer's New York Jazz Sextet. Vanaf 1966 was hij actief in de bigband van Thad Jones en Mel Lewis. In 1968 speelde hij met Dizzy Gillespie. 
In 1969 keerde hij de jazz de rug toe, hij ging in Los Angeles wonen om zich toe te leggen op het componeren voor film en televisie. Hij deed dat onder meer voor Slither (1973) en A Hero Ain't Nothin' but a Sandwich (1978). In zijn jazz-jaren schreef hij composities voor Howard McGhee, James Moody, Bobby Timmons, Milt Jackson, het album Something Old, Something New van Dizzy Gillespie (1963) en het New York Jazz Sextet. Als arrangeur was hij actief voor plaatopnames van Art Blakey, Illinois Jacquet, Moody, Timmons en Milt Jackson.
McIntosh is te horen op albums van Farmer, Gillespie, Eddie Harris, Jimmy Heath, Jackson, JackMcDuff, Moody, Oliver Nelson en Shirley Scott. 
- Bibsys: 1007317
- Biblioteca Nacional de España: XX4743621
- Bibliothèque nationale de France: cb13924418p (data)
- Gemeinsame Normdatei: 135383927
- International Standard Name Identifier: 0000 0000 7839 4602
- Library of Congress Control Number: no92002580
- MusicBrainz: f7002c9a-13ec-4258-b20c-45779dfb439b
- Nationale Bibliotheek van Israël: 987007446191805171
- Istituto Centrale per il Catalogo Unico: UBOV013905
- SNAC: w6h73d1f
- Système universitaire de documentation: 160591902
- Virtual International Authority File: 59271682
- WorldCat: E39PBJdcB7HKtg9Cyw6YGkcByd